# Biberbach (Böhmische Schwarzach)
Der Biberbach ist ein 12,6 km langer, rechter Zufluss der Böhmischen Schwarzach im Landkreis Cham in der Oberpfalz in Bayern.

## Verlauf
Der Biberbach entspringt in Tschechien dem Feuchtgebiet im Taleinschnitt zwischen dem 701 m hohen Březový kopec und dem 698 m hohen Kozí vrch.
Er trägt hier den Namen Kamenný potok (deutsch: Felsen-Bach).
Er wendet sich nach Südwesten und erreicht nach 1,13 km die deutsch-tschechische Grenze.
Der Biberbach fließt in hauptsächlich südlicher Richtung für 2,46 km auf der deutsch-tschechischen Grenze; auf diesem Abschnitt fließen ihm mehrere unbenannte  Bäche von links und rechts zu. Die linken Bäche entstehen an den Westhängen des Kozí vrch und des 683 m hohen Skalka, die rechten am Hang südlich des Mühlberges östlich des Seugbühls.
Östlich von Kleeberg und nördlich von Kritzenthal biegt die Grenze scharf nach Südosten ab, während der Biberbach seine südliche Richtung zunächst beibehält, dann aber südwärts einen langen, nach Westen ausholenden Bogen bis zur Mündung durchläuft.
Südwestlich von Lintlhammer mündet der aus kurzen Hanggräben gespeiste Mühlbach  von der Eglseer Mühle von links.
Vier Kilometer, nachdem der Biberbach von der Grenze gewichen ist, mündet von rechts der Braunmühlbach, der kurz zuvor noch die Schladerlmühle bei Treffelstein passiert hat. Nach weiteren drei Kilometern durchquert der Biberbach den Ort Biberbach. Ab dessen unteren Ortsausgang fließt er zuletzt südöstlich und mündet anderthalb Kilometer weiter abwärts von rechts in die Böhmische Schwarzach.

## Zuflüsse
- Mühlbach, linker Mühlkanal, ca. 1,0 km[5]
- Braunmühlbach, von rechts, 4,8 km und 6,2 km²[3]

## Naturschutz
Das Gebiet um Biberbach und Bayerische Schwarzach ist als FFH-Gebiet und Natura 2000 Gebiet mit der Gebiets-Nummer DE6541371 ausgewiesen.
Dort sind die Lebensraumtypen Feuchte Hochstaudenfluren und Magere Flachland-Mähwiesen vertreten.
Zur lokalen Fauna gehören der Europäische Biber, die Groppe, das Bachneunauge, die Flussperlmuschel, die Grüne Flussjungfer, der Dunkle und der Helle Wiesenknopf-Ameisenbläuling.